# قطعنامه ۴۲۹ شورای امنیت
قطعنامه ۴۲۹ شورای امنیت سازمان ملل متحد که در تاریخ ۳۱ مه ۱۹۷۸ تصویب شد، سندی بین‌المللی دربارهٔ اسرائیل-جمهوری عربی سوریه است. این قطعنامه طی نشست ۲٬۰۷۹ام با ۱۴ موافق، ۰ مخالف و ۰ ممتنع تصویب شد.